# Saison 2025-2026 du Toulouse Football Club
Maillots
Chronologie
Saison précédente Saison suivante
La saison 2025-2026 du Toulouse Football Club voit le club s'engager dans la Ligue 1, après avoir terminé 10e la saison précédente, et la Coupe de France.
Olivier Cloarec entame sa première saison en tant que président.
Carles Martínez Novell entame sa troisième saison en tant qu'entraîneur.

## Transferts

### Mercato d'été
Premiers mouvements de l'inter-saison, les fins des prêts et les fins de contrats. Ainsi les deux joueurs prêtés au Toulouse Football Club lors de la saison 2024-2025, Miha Zajc et Ümit Akdağ (en), retournent dans leurs clubs respectifs du Fenerbahçe et d'Alanyaspor, pour deux futurs très différents : Akdağ prolonge pour deux ans alors que Zajc quitte la Turquie pour rejoindre les croates du Dinamo Zagreb,,.

À l'inverse Ibrahim Cissoko rentre de son prêt en Championship au Sheffield Wednesday (club rejoint en milieu de saison, après la fin de son près au Plymouth Argyle (League One), Saïd Hamulić revient de son prêt au Widzew Łódź en Ekstraklasa. César Gelabert, prêté en LaLiga 2 au Real Sporting de Gijón, est transféré définitivement au sein du club asturien.

Quant-à, Noah Lahmadi, son prêt au club de National 1 Paris 13 Atletico avait été rompu dès le mois de janvier.

#### Départs
Après une saison au club, Miha Zajc (prêté) retourne au Fenerbahçe (d'où il sera transféré au Dinamo Zagreb),.
Après une saison au club, Ümit Akdağ (en) (prêté) retourne à l'Alanyaspor (d'où il sera transféré au Dinamo Zagreb).
Justin Lacombe, formé au club, est transféré au Valenciennes F C qui évolue National 1.
L'attaquant norvégien Joshua King, qui ne s'était engagé avec Toulouse que pour une saison, quitte le club libre et s'engage pour deux ans avec le club saoudien d'Al-Khaleej.
Edhy Zuliani, tout juste après avoir signé son premier contrat professionnel, est prêté au Pau FC, qui évolue en Ligue 2.
César Gelabert, prêté en LaLiga 2 au Real Sporting de Gijón, est transféré définitivement au sein du club asturien,.
Mathys Niflore, formé au club, est prêté à l'USL Dunkerque en Ligue 2.
Gabriel Suazo, après deux ans et demi au club, quitte le club libre et s'engage avec le Sevilla Fútbol Club jusqu'en 2028,.
Après trois saison à Toulouse, Zakaria Aboukhlal est transféré au Torino, qui évolue en Serie A, pour environ dix millions d'euros.
Saïd Hamulić, de retour de son prêt au Widzew Łódź, est prêté de nouveau au Volos FC, club de seconde division grèque.
Après une saison et demie au club, l'attaquant gabonnais Shavy Babicka est transféré à l'Étoile rouge de Belgrade, champion en titre serbe,.
Ibrahim Cissoko est prêté avec option d'achat au club de League One des Bolton Wanderers,.
Vincent Sierro, au club depuis deux ans et demi et capitaine lors de la dernière saison, part pour le club de Al-Shabab (Saudi Pro League), pour un montant estimé à trois millions d'euros,.

#### Arrivées
Mário Sauer, milieu de terrain slovaque de 21 ans évoluant au MŠK Žilina (deuxième du championnat slovaque), s'engage avec le TFC.
Santiago Hidalgo, attaquant argentin de 20 ans de l'Independiente (Primera División), signe un contrat de quatre ans avec le club toulousain.
Abu Francis, milieu de terrain de 24 ans et international ghanéen, quitte le Jupiler Pro League et le Cercle Bruges et s'engage avec Toulouse jusqu'en 2019. Le montant du transfert est estimé à 2,6 millions d'euros.
Julián Vignolo, attaquant argentin du Racing Córdoba, club de deuxième division argentine, s'engage pour quatre ans avec le TFC, pour un montant d'1,5 million d’euros,.

## Joueurs et encadrement technique

### Encadrement technique
À la surprise générale, le 28 mai 2025, le président du club Damien Comolliannonce sa démission,. Trois jour plus tard il est nommé directer générale de la Juventus de Turin mais côté toulousain son remplacement n'est effectif que bien plus tard, et l'interim étant assurée par Neil Chugani depuis le 4 juillet. C'est finalment le 8 juillet, un peu plus dun mois après la démission de Comolli, que le club annonce la nomination d'Olivier Cloarec au poste de président.

### Effectif professionnel actuel
Le premier tableau liste l'effectif professionnel du Toulouse FC pour la saison 2025-2026. Le second recense les prêts effectués par le club lors de cette même saison.
En grisé, les sélections de joueurs internationaux chez les jeunes mais n'ayant jamais été appelés aux échelons supérieurs une fois l'âge-limite dépassé ou les joueurs ayant pris leur retraite internationale.

## Compétitions

### Matchs amicaux
Le TFC a effectué six matchs amicaux de préparation, pour un bilan (cauchemardesque selon l'Équipe) de quatre défaites - dont deux très lourdes - et deux nuls, dix-huit buts encaissés et seulement trois marqués. D’abord un 0-0 contre Pau (Ligue 2), puis une défaite 1-2 face à Queens Park Rangers (Championship) avant de partir en stage en Autriche. Après ce stage, l'équipe s'est rendue en Allemagne pour affronter le RB Leipzig, club de Bundesliga , pour une défaite cinglante 7-0. De retour en Autriche les toulousains affrontent, trois jours plus tard, le club saoudien de Cristiano Ronaldo : Al Nassr. C'est une nouvelle défaite, 2 buts à 1. Puis nouveau match amical (disputé en trois mi-temps : deux fois quarante-cinq minutes puis trente minutes) contre une équipe de Bundesliga, le VfB Stuttgart, et nouvelle déroute : 6-0. Enfin les toulousains terminent leur préparation avec un match de gala à domicile, le Séville FC devant treize-mille spectateurs, qui se solde par un match nul 1-1

### Championnat

#### Classement
| Rang | Équipe             | Pts | J | G | N | P | Bp | Bc | Diff | Qualification ou relégation                                                     |
| ---- | ------------------ | --- | - | - | - | - | -- | -- | ---- | ------------------------------------------------------------------------------- |
| 4    | AJ Auxerre         | 3   | 1 | 1 | 0 | 0 | 1  | 0  | +1   | Qualification pour le troisième tour de qualification de la Ligue des champions |
| 5    | Olympique Lyonnais | 3   | 1 | 1 | 0 | 0 | 1  | 0  | +1   | Qualification pour la phase de ligue de la Ligue Europa                         |
| 6    | Toulouse FC        | 3   | 1 | 1 | 0 | 0 | 1  | 0  | +1   | Qualification pour les barrages de la Ligue Conférence                          |
| 7    | Angers SCO         | 3   | 1 | 1 | 0 | 0 | 1  | 0  | +1   |                                                                                 |
| 8    | Stade rennais FC   | 3   | 1 | 1 | 0 | 0 | 1  | 0  | +1   |                                                                                 |

#### Évolution du classement et des résultats
| Journée  | 1 | 2 | 3 | 4 | 5 | 6 | 7 | 8 | 9 | 10 | 11 | 12 | 13 | 14 | 15 | 16 | 17 | 18 | 19 | 20 | 21 | 22 | 23 | 24 | 25 | 26 | 27 | 28 | 29 | 30 | 31 | 32 | 33 | 34 |
| -------- | - | - | - | - | - | - | - | - | - | -- | -- | -- | -- | -- | -- | -- | -- | -- | -- | -- | -- | -- | -- | -- | -- | -- | -- | -- | -- | -- | -- | -- | -- | -- |
| Rang     | 6 |   |   |   |   |   |   |   |   |    |    |    |    |    |    |    |    |    |    |    |    |    |    |    |    |    |    |    |    |    |    |    |    |    |
| Résultat | V |   |   |   |   |   |   |   |   |    |    |    |    |    |    |    |    |    |    |    |    |    |    |    |    |    |    |    |    |    |    |    |    |    |

## Statistiques
Les statistiques de buteurs et passeurs sont celles des organisateurs des compétitions, la LFP.

### Statistiques des buteurs
| R     | Nom            | Ligue 1 | Coupe de France | Total |
| ----- | -------------- | ------- | --------------- | ----- |
| 1     | Djibril Sidibé | 1       |                 | 1     |
| Total | Total          | 1       | 0               | 1     |

### Statistiques des passeurs
| R     | Nom              | Ligue 1 | Coupe de France | Total |
| ----- | ---------------- | ------- | --------------- | ----- |
| 1     | Santiago Hidalgo | 1       |                 | 1     |
| Total | Total            | 1       | 0               | 1     |